# ナイジェリアの鉄道
ナイジェリアの鉄道では、ナイジェリアにおける鉄道について記す。
ナイジェリアでは、イギリスによる植民地統治下時代から引き継がれたケープゲージの鉄道約3,500ｋｍの区間と、近年になって標準軌で構築途上の鉄道網約670kmが敷設されている。これらの鉄道はナイジェリア鉄道公社によって運営されている。
また都市鉄道として、アブジャではライトレール、カラバルではモノレールが運用されており、ラゴスではラピッド・トランジットが建設中（2023年開業予定）である。

## 鉄道史
ナイジェリアの鉄道建設は1896年3月、イギリス帝国による植民地統治下の英領ナイジェリアのラゴス植民地からイバダンまでの間で開始された。この鉄道はラゴス政府鉄道（Lagos Government Railway）として1901年3月に運行を開始し、1911年にはミンナまで延長され、1907年から1911年にかけてイギリス帝国の統治下の北部ナイジェリア保護領政府が建設したバロ・カノ鉄道駅（Baro-Kano Railway Station）と接続した。
2つの路線は1912年に合併され、ナイジェリア鉄道公社（Nigerian Railway Corporation）の前身である政府鉄道局となった。鉄道は1930年に北東部の終点ングルまで延長した。
エヌグ州ウディで石炭が発見されると、1913年から1916年にかけてポートハーコートまで東部鉄道が建設された。この鉄道は1927年にカファンチャンを経由してカドゥナまで延長され、東部鉄道はラゴス・カノ鉄道に接続された。1958年から1964年にかけて、東部鉄道は北東部の終点であるマイドゥグリまで延長された。
その後、旅客・貨物事業ともに1960年代、1980年代に興隆を迎え、機関車と路線ともに設備が陳腐化し輸送量は1990年までに激減。2013年までにはナイジェリア国内で稼働している鉄道輸送はラゴス - カノ間に絞られるようになった。旅客輸送も平均時速45km/hの走行で2都市間を31時間で走行していた。
2009年から、ナイジェリアの鉄道復旧プロジェクトが開始されている。ポートハーコートからマイドゥグリまでの東部路線は、リンゴ・ナイジェリア、イーザー・ウエスト・アフリカ（Eser West Africa）、中国葛洲壩集団によって4億2700万米ドルをかけて復旧された。
2014年、中華人民共和国の中国土木工程集団がナイジェリアの沿岸鉄道（総延長1,385キロ）の建設を受注した。受注額は131億2,200万ドル。
鉄道の劣悪な状態、効率性、収益性を改善するため、政府はナイジェリア鉄道公社の民営化も目指している。 民営化計画では、鉄道は3つの地区に分割され、それぞれ25-30年の期間で民間移行される予定である。
2006年に中華人民共和国の中国土木工程集団が受注したラゴス・カノ標準軌鉄道は、予算不足のため工事開始が大幅に遅れ、部分区間ごとの着工を余儀なくされた。何度かの遅延の後、2016年7月26日にアブジャ-カドゥナの間で標準軌の鉄道が開通した。ラゴス-イバダン区間は2017年3月に着工し、2021年6月10日に開通した。第3区間はカノとポートハーコート、ラゴスを結ぶ区間の予定である。
2019年時点でケープゲージの鉄道は15両の機関車しか稼働していなかった。アブジャ-カドゥナの187kmの標準軌区間での収入はケープゲージ全区間3,505kmの収入と同等レベルだった。

## 事業者
- ナイジェリア鉄道公社（英語版）

## 路線

### 狭軌
3フィート6インチ軌間の主要な2路線
- ラゴス - ヌグル（Nguru）（ングル（英語版）とも呼ばれる）
- ポートハーコート - マイドゥグリ

### 標準軌
- ラゴス・カノ標準軌鉄道（英語版） - 部分開業（アブジャ - カドゥナ）
- ワリ・アジャオクタ・イタクペ標準軌鉄道 - ワリ、アジャオクタ（英語版）、イタクペ（英語版）

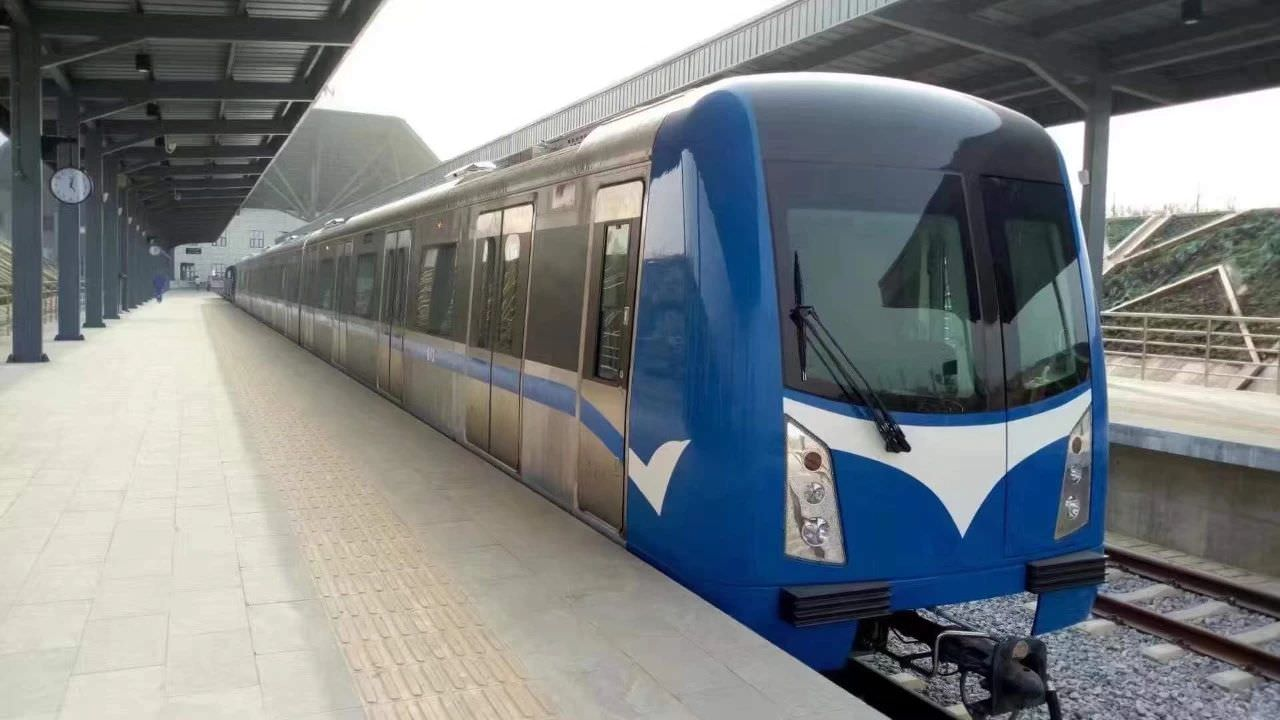
アブジャ・ライトレール

## 都市鉄道
- アブジャ・ライトレール（英語版） - アブジャ都市鉄道。
- ラゴス・レール・マス・トランジット - ラゴス市内交通。2023年開業予定。
- カラバル・モノレール（英語版） - カラバルで2016年より営業中[19]。
- リバーステート・モノレール（英語版） - ポートハーコートでの計画。2021年に検討中止[20]。

## 隣接国との鉄道接続状況
- ニジェール - 接続なし
- チャド - 接続なし
- カメルーン - 接続なし
- ベナン - 接続なし